# Museo Stenersen
El Museo Stenersen (en noruego: Stenersenmuseet) es un museo de arte localizado en Oslo, Noruega, en Munkedamsveien 15.
El museo también alberga tres colecciones de arte principales, donado a la municipalidad de Oslo (y el municipio Aker anterior) por Rolf E. Stenersen, herederos Amaldus Nielsen, y Ludvig O. Ravensberg. Las colecciones se dieron en 1936, 1933 y 1972, respectivamente, pero el museo no se abrió hasta 1994.
En 2008 se finalizaron los planes para el Museo Stenersen y se trasladó a Bjørvika, ocupando un nuevo edificio cerca de la Casa Opera de Oslo junto con el Museo Munch.